# (4837) Bickerton
(4837) Bickerton es un asteroide que forma parte del cinturón exterior de asteroides y fue descubierto por Pamela M. Kilmartin y Alan C. Gilmore desde el Observatorio Universitario del Monte John, en Lake Tekapo, Nueva Zelanda, el 30 de junio de 1989.

## Designación y nombre
Bickerton fue designado inicialmente como 1989 ME.
Posteriormente, en 2002, se nombró en honor del químico británico Alexander William Bickerton (1842-1929).

## Características orbitales
Bickerton orbita a una distancia media de 3,201 ua del Sol, pudiendo alejarse hasta 3,626 ua y acercarse hasta 2,776 ua. Tiene una excentricidad de 0,1327 y una inclinación orbital de 28,23 grados. Emplea 2092 días en completar una órbita alrededor del Sol.

## Características físicas
La magnitud absoluta de Bickerton es 11,7. Tiene 24,16 km de diámetro y su albedo se estima en 0,0693.